# Romalea
Romalea is een geslacht van rechtvleugeligen uit de familie Romaleidae. De wetenschappelijke naam van dit geslacht is voor het eerst geldig gepubliceerd in 1831 door Jean Guillaume Audinet Serville.

## Soorten
Het geslacht Romalea  is monotypisch en omvat slechts de volgende soort:
- Romalea microptera (Beauvois, 1817)